# Сражение при Бриенне
Сражение при Бриенне (фр. Bataille de Brienne) — сражение 29 января 1814 года между армией Наполеона и русскими корпусами под командованием прусского фельдмаршала Блюхера за французский город Бриенн (фр. Brienne-le-Château). Первое крупное сражение после вторжения союзников в январе 1814 на территорию Франции произошло в том самом месте, где Наполеон получил в юности военное образование.
В ходе ночного сражения французам удалось захватить замок Бриенн, в то время как сам город остался за русскими. Блюхер принял решение отойти на более выгодную позицию по направлении к Главной армии союзников под командованием австрийского фельдмаршала Шварценберга. Через два дня, 1 февраля 1814, Блюхер, соединившись с Главной армией, атаковал Наполеона при Ла-Ротьере и заставил французов отступить.

## Предыстория
После разгрома в октябре 1813 года французской армии под Лейпцигом, крупнейшем сражении эпохи Наполеоновских войн, Наполеон с остатками войск отошёл за Рейн во Францию. Русско-прусско-австрийские войска союзников приблизились в начале ноября 1813 к Рейну, но вторгаться во Францию не стали. Вплоть до начала 1814 они устраивали дела в Европе: привели к капитуляции французские гарнизоны в германских городах (Дрезден, Данциг, Торгау и др.), где пленили десятки тысяч французских солдат и захватили огромные арсеналы с сотнями орудий. Северная армия под начальством шведского кронпринца Бернадота распалась, сам Бернадот со своими шведами пошёл в Данию, другие корпуса отправились в Голландию.
С 20-х чисел декабря 1813 года и до начала января 1814 года бывшая Силезская армия прусского фельдмаршала Блюхера и Главная армия австрийского фельдмаршала Шварценберга 12 колоннами перешли Рейн, вторгаясь на территорию Франции. Против более чем 200 тысячной армии союзников Наполеон имел под рукой до 70 тысяч солдат, которые, прикрывая разные направления, старались по мере сил задержать продвижение союзников.
Зимнее вторжение застало врасплох французского императора. Спешно призванные 170 тысяч новобранцев ещё только обучались и не были должным образом вооружены. Наполеона спасали разногласия в стане союзников, Австрия не была заинтересована в дальнейших сражениях и через Шварценберга сдерживала наступление союзных войск. Зато в бой рвался пруссак Блюхер, русские корпуса которого явились авангардом вторжения. К 26 января 1814 союзные корпуса, обходя крепости, собрались на пространстве между правыми притоками Сены Марной и Обом, примерно в 200 км к востоку от Парижа. 25 января Наполеон, попрощавшись с 3-летним сыном и женой, выехал к войскам в Витри. Больше он никогда не увидит свою семью.

## Диспозиция и силы противников

Расположение войск на 27 января 1814 год

В условиях зимы союзникам приходилось располагать войска на квартирах в удалённых друг от друга пунктах. Войска были удалены друг от друга не менее чем на два перехода. Кроме того, на вражеской территории союзники опасались за свою коммуникационную линию и распыляли силы, чтобы прикрыть дороги и угрожающие направления, а также осадить гарнизоны крепостей.
К 26 января Силезская армия Блюхера оказалась распылена: два русских корпуса из его армии под началом генерала Ланжерона осаждали приграничный Майнц, прусский корпус Йорка наблюдал за крепостями Мец и Люксембург. В распоряжении Блюхера оставались русский корпус генерала от инфантерии Остен-Сакена, выдвинутый к Лемону на реке Об; 9-й пех. корпус генерал-лейтенанта Олсуфьева, расположенный в местечке Трищельи недалеко от Бриенна; 6-й пех. корпус генерал-лейтенанта князя Щербатова, расположенный у местечка Луж на реке Об; генерал-лейтенант Ланской с 2-й гусарской дивизией прикрывал в местечке Сен-Дизье коммуникационную линию Блюхера, связывающею его с корпусом Йорка. Кроме того Блюхер располагал поддержкой русского отряда генерал-лейтенанта графа Палена (1-й гусарская дивизия с двумя казачьими полками) — авангарда Главной армии Шварценберга.
Диспозиция Блюхера была направлена из Бриен-ле-Шато в западном направлении, на город Труа, через который вела большая дорога на Париж. Всего силы Блюхера оцениваются от 25 до 30 тысяч солдат.
Наполеон решил воспользоваться раздробленностью союзных сил и атаковать с тыла выдвинувшуюся вперёд Силезскую армию Блюхера. Он сосредоточил 34—41 тысячу солдат в Витри и 27 января выбил из Сен-Дизье отряд Ланского, отрезав таким образом 20 тысячный корпус Йорка от Блюхера. Затем Наполеон тремя колоннами двинулся к Бриенну со стороны Монтьерандера в тыл Блюхеру. Переход Наполеона по просёлочным дорогам, раскисшим от мокрого снега, был тяжёлым, местные жители помогали войскам повозками и тягловыми лошадьми. 29 января после 2 часов дня французы приблизились к Бриенну с неожиданной стороны, из леса.
Однако фактор внезапности был сведён к минимуму. Ранним утром казакам удалось взять в плен французского штабиста, полковника Бернара, который дал Блюхеру сведения о численности и направлении движения французов. Блюхер срочно занял Бриенн корпусом Олсуфьева. Остен-Сакену был дан приказ срочно вернуться из Лемона к Бриенну. Кроме того, Блюхер попросил подойти на помощь кавалерийский авангард Палена.
Наполеон хотел привлечь к нападению на Блюхера войска маршала Мортье из Труа, однако курьеры к Мортье с приказами были перехвачены казаками.

## Ход сражения
Первым 29 января вступил в бой граф Пален, кавалерия Груши отбросила его к Бриенну. Наполеон затем атаковал позиции корпуса Щербатова, прикрывавшего Бриенн с востока. Стремительная атака французов не увенчалась успехом, так как из-за плохой дороги части Наполеона вводились в бой по мере их подхода. Колонна маршала Нея пробивалась в Бриенн с востока, колонне маршала Виктора Наполеон поставил задачу выйти к Бриенну с юга, перерезав дорогу на Транн, путь отхода Блюхера к Главной армии Шварценберга.
К 4 часам дня корпус Остен-Сакена прошёл через Бриенн и ударил кавалерией в левый фланг Наполеона совместно с конницей Палена. Атаку поддержали 24 русских орудия. Французы откатились от Бриенна, оставив свои 8 орудий в руках русских. Наполеону пришлось лично восстанавливать положение в корпусе Виктора.

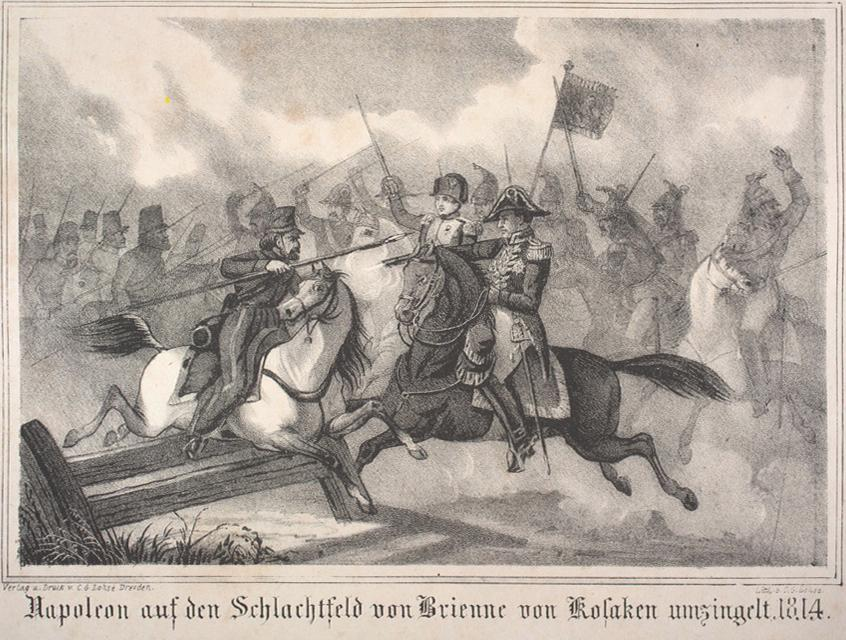
Налет казаков на Наполеона после сражения при Бриенне. Литография XIX века.

С наступлением темноты войска начали готовиться к ночлегу. В этот момент бригада из корпуса Виктора, совершив обходный манёвр, внезапной атакой захватила замок Бриенна, где едва не захватила самого Блюхера. Замок располагался на холме и господствовал над городом. Затем войска Нея ворвались в город. Блюхер силами корпуса Олсуфьева с 10 часов вечера дважды пытался отбить замок, но потерпел неудачу. Только к 12 ночи боевые действия прекратились.
Когда Наполеон после сражения возвращался в свой лагерь, на его эскорт напали казаки с пиками, проникшие в тыл французской армии. Наполеон был вынужден отбиваться своей шпагой, налёт казаков был успешно отбит его свитой.
В 2 часа утра 30 января Блюхер начал отступление к Транну под защиту Главной армии. Темнота и слабая кавалерия не позволили французам организовать преследование.

## Результаты
Потери русских в сражении составляют около 3—4 тысяч солдат согласно надписи на 50-й стене галереи воинской славы Храма Христа Спасителя.
Потери французов оцениваются на уровне русских, тоже около 3—4 тысяч человек, были убиты два французских генерала.
При общем трёхкратном численном перевесе союзных сил Наполеону удалось создать перевес над союзниками на поле боя и заставить их отступить. Хотя Наполеону не удалось разгромить Блюхера, тактическая победа была воспринята во Франции как большая победа, и сильно подняла дух французских войск, составленных из необстрелянных новобранцев.
Шварценберг, обеспокоенный результатами боя и следуя осторожной политике австрийского кабинета, планировал отход, но по настоянию Александра I выдвинулся на соединение с Блюхером. Это привело к новому сражению 1 февраля при Ла-Ротьере (южнее Бриенна на несколько километров), закончившемуся победой союзников над Наполеоном.